# Lida van der Anker-Doedens
Lida van der Anker-Doedens (n. 28 iulie 1922, Rolde⁠(d), Drenthe, Țările de Jos – d. 1 aprilie 2014, Haarlem, Țările de Jos) a fost o caiacistă ce a reprezentat Regatul Țărilor de Jos, medaliată olimpică. A participat la 2 ediții ale Jocurilor Olimpice (1948, 1952) în care a câștigat o medalie de argint.